# Naankirivier
Naankirivier (Zweeds – Fins: Naankijoki) is een rivier, die stroomt in de Zweedse  gemeente Pajala. De rivier verzorgt de afwatering van heet Naankimeer. De rivier stroomt aan de zuidoostpunt van het meer weg en levert haar water na circa vier kilometer af aan de Merasrivier.
Afwatering: Naankirivier → Merasrivier → Muonio → Torne → Botnische Golf